# Westerwolde (gemeente)
Westerwolde is een Nederlandse gemeente, gevormd op 1 januari 2018. De gemeente ontstond uit de voormalige gemeenten Bellingwedde en Vlagtwedde. De gemeente telt 26.465 inwoners op 22 november 2024 (bron: CBS). Het gemeentehuis staat in Sellingen. Tot september 2022 was er ook een locatie in Wedde.
Het grootste deel van de gemeente werd vanouds tot de landstreek Westerwolde gerekend, maar er is een zekere overlap met de naburige streken Oldambt en Veenkoloniën.

## Naam
De gemeente ligt grotendeels in de streek Westerwolde waaraan zij haar naam heeft ontleend.

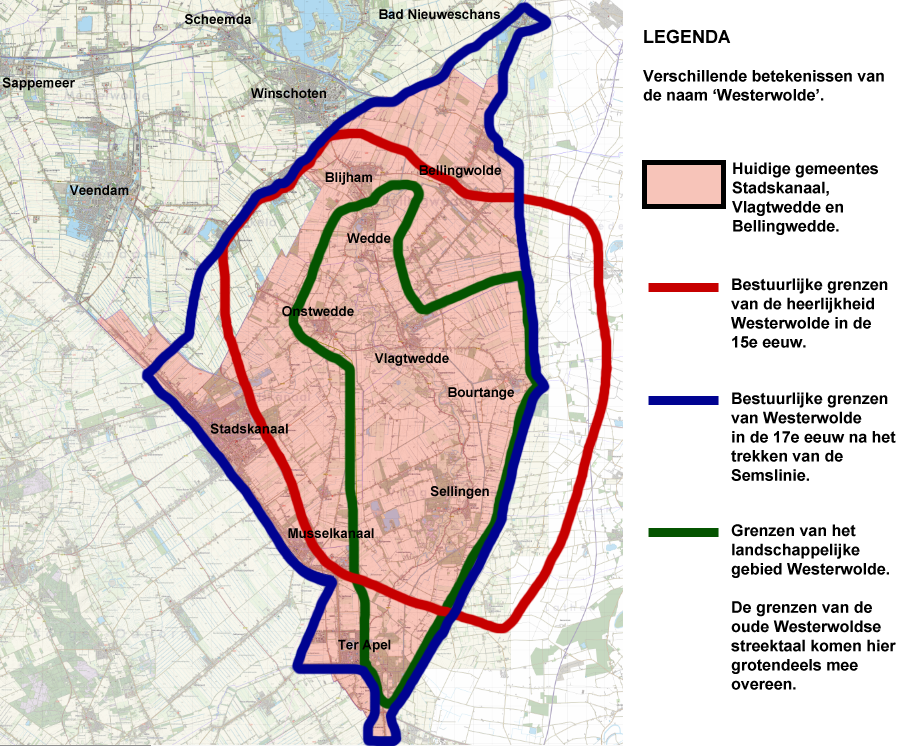
De streek Westerwolde binnen de groene lijnen.

## Kernen
De gemeente Westerwolde telt 21 dorpen:
- Agodorp
- Barnflair
- Bellingwolde
- Blijham
- Bourtange
- Jipsingboertange
- Klein-Ulsda
- Morige
- Oudeschans
- Over de Dijk
- Rhederbrug
- Sellingen
- Ter Apel
- Ter Apelkanaal
- Veelerveen
- Vlagtwedde
- Vriescheloo
- Wedde
- Wedderheide
- Wedderveer
- Zandberg (deels)

## Politiek

### Gemeenteraad
De door de instelling van Westerwolde benodigde herindelingsverkiezingen werden gehouden op 22 november 2017. De nieuwe raad trad aan in januari 2018.
| Partij                 | 2017   | 2022 |
| ---------------------- | ------ | ---- |
| Gemeentebelangen       | 6      | 6    |
| PvdA                   | 5      | 5    |
| CDA                    | 3      | 4    |
| PVV                    | 0      | 3    |
| GroenLinks             | 2      | 1    |
| VVD                    | 2      | 1    |
| Ecologisch Alternatief | 0      | 1    |
| PvdD                   | 1      | 0    |
| Totaal                 | 19     | 21   |
| Opkomst                | 44,55% |      |

Raadsgriffier
- Patrick Nap

### College van B&W
De coalitie bestaat in de periode 2022-2026 uit Gemeentebelangen, PvdA en CDA. Zie hieronder het college van burgemeester en wethouders.
| College van burgemeester en wethouders | College van burgemeester en wethouders             | College van burgemeester en wethouders |
| -------------------------------------- | -------------------------------------------------- | --- |
| Burgemeester                           | J.W. (Jaap) Velema (D66)                           | - Openbare Orde en Veiligheid - Bestuur en Dienstverlening - IND, COA, DT&V en DV&O - Dierenwelzijnsbeleid - Lijkbezorging - Internationalisering |
| Wethouders                             | F.J. (Giny) Luth (Gemeentebelangen, 1,0 fte)       | - 1e loco - Sociale zaken - Economische zaken - Zwembaden - Diversiteit (LHBTQI) - Recreatie en toerisme - Cultuur                                |
| Wethouders                             | W. (Wietze) Potze (PvdA, 1,0 fte)                  | - 2e loco - Onderwijs - Jeugdzorg - Volksgezondheid - Welzijn - Bibliotheken - Personeel en Organisatie                                           |
| Wethouders                             | H.J. (Harm-Jan) Kuper (CDA, 1,0 fte)               | - 3e loco - Financiën - Wonen en Leefbaarheid - Ruimtelijke Ordening                                                                              |
| Wethouders                             | H. (Henk) van der Goot (Gemeentebelangen, 0,6 fte) | - 4e loco - Vastgoed/Gebouwen - Verkeer & vervoer - Openbare werken                                                                               |
| Wethouders                             | S.B.M.M. (Saskia) Ebbers (PvdA, 0,6 fte)           | - 5e loco - WMO - Duurzaamheid - Sport |
| Gemeentesecretaris                     | H. (Harby) Scheper                                 | |

## Openbaar vervoer

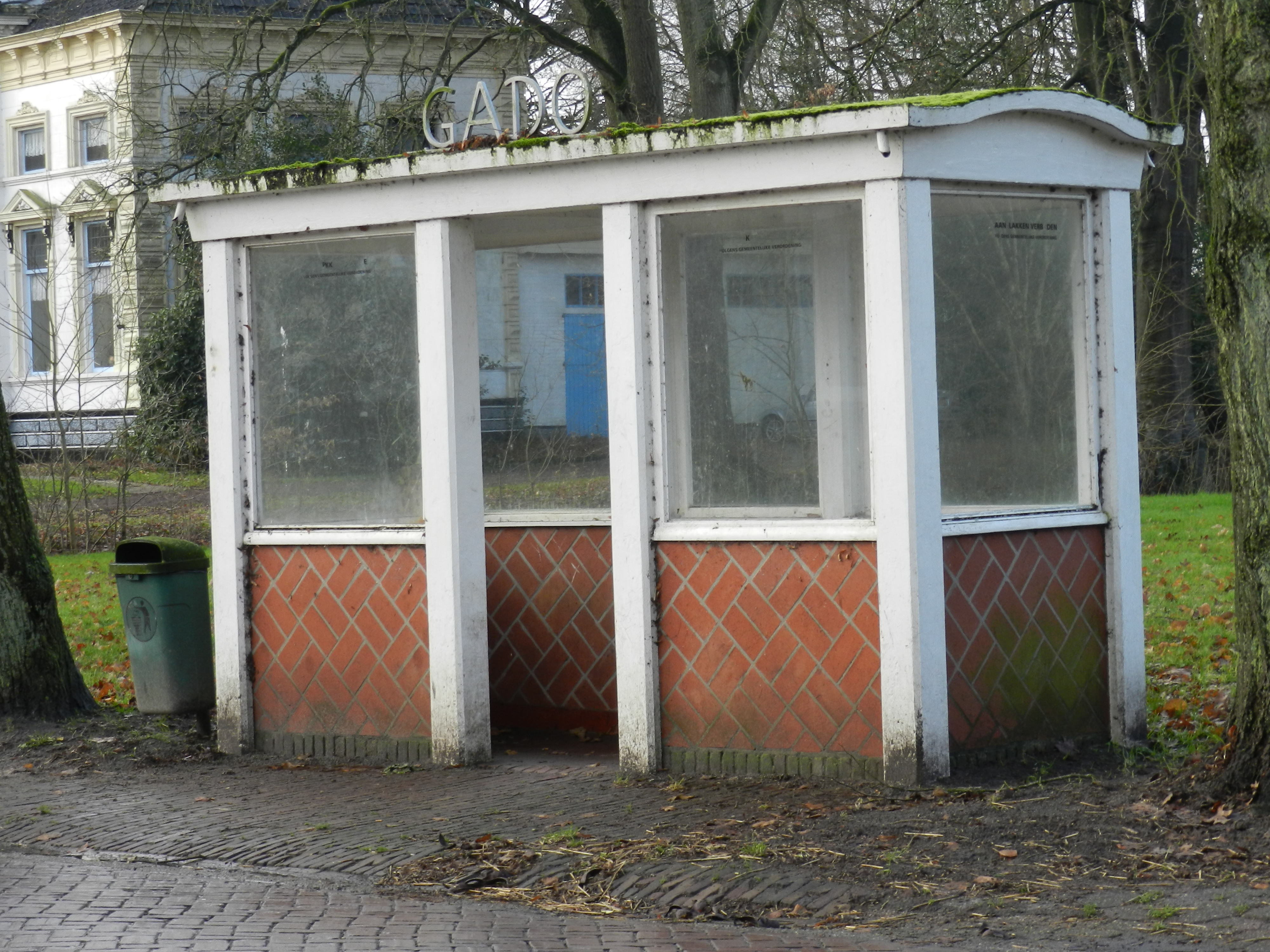
Het enige nog overgebleven GADO-bushuisje in Bellingwolde

Het openbaar vervoer in de gemeente Westerwolde wordt verzorgd door de volgende buslijnen:
- streekbus 12: Winschoten - Blijham - Bellingwolde (- Bad Nieuweschans)
- streekbus 14: Stadskanaal - Vlagtwedde - Winschoten
- streekbus 42: Emmen - Barnflair - Ter Apel
- streekbus 72: Emmen - Sellingen - Winschoten
- streekbus 73: Emmen - Ter Apel - Stadskanaal
- schoolbus 173: Emmen - Ter Apel - Stadskanaal
- buurtbus 512: Stadskanaal - Sellingen

## Bezienswaardigheden
In Ter Apel staat het enig nog bestaande middeleeuwse plattelandsklooster in de provincie Groningen, gelegen in de Kloosterenclave te midden van een 200 ha groot bos met veel wandel- en fiets-mogelijkheden. Het is een geregistreerd museum.
In Wedde ligt het Huis te Wedde of de Wedderborg, een kasteeltje dat oorspronkelijk dateert uit de veertiende eeuw. Vanuit het kasteel werd de heerlijkheid Westerwolde bestuurd. In 1619 verwierf de stad Groningen Westerwolde. Het kasteel werd toen de zetel van de drost die namens de stad het gebied bestuurde.
Het dorpje Oudeschans werd tijdens de Tachtigjarige Oorlog gebouwd door Willem Lodewijk van Nassau. Oorspronkelijk lag het aan zee. Na de inpoldering van de Dollard werd het strategisch minder belangrijk en werd de functie overgenomen door Nieuweschans. In de jaren 80 van de twintigste eeuw werd de schans gereconstrueerd.
In Bellingwolde is het Museum de Oude Wolden dat aandacht schenkt aan kunst, streek en geschiedenis. Het museum heeft ook een collectie werken van de magisch realist Lodewijk Bruckman en van de Groninger kunstkring De Ploeg.
Bourtange is een gerestaureerde vesting in de gemeente Westerwolde, aangelegd tijdens de Nederlandse Opstand. Het is nu een beschermd dorpsgezicht.

### Monumenten
- Lijst van rijksmonumenten in Westerwolde
- Lijst van oorlogsmonumenten in Westerwolde
- Lijst van struikelstenen in Westerwolde

## Trivia
- De meest voorkomende verjaardag in Westerwolde is 8 februari. In de rest van Nederland liggen de meest voorkomende verjaardagen rond eind september.[7]

## Aangrenzende gemeenten
De gemeente Westerwolde grenst aan deze gemeenten:
| Aangrenzende gemeenten | Aangrenzende gemeenten                     | Aangrenzende gemeenten | Aangrenzende gemeenten | Aangrenzende gemeenten |
| ---------------------- | ------------------------------------------ | ---------------------- | ---------------------- | ---------------------- |
| Pekela                 |                                            | Oldambt                |                        | Bunde                  |
|                        |                                            |                        |                        |                        |
| Stadskanaal            | Rhede (D) Heede (D) Dersum (D) Walchum (D) |                        |                        |                        |
|                        |                                            |                        |                        |                        |
| Borger-Odoorn (Dr)     |                                            | Emmen (Dr)             |                        | Haren (D)              |